# 米里亚·希耶塔梅斯
米里亚·希耶塔梅斯（芬蘭語：Mirja Kyllikki Hietamies-Eteläpää，1931年1月7日—2013年3月14日），芬兰女子越野滑雪运动员，活跃于1950年代，获得1956年冬季奥林匹克运动会3×5公里项目金牌、1952年冬季奥林匹克运动会10公里项目银牌，在1954年法伦世锦赛上曾获得3×5公里项目银牌及10公里项目铜牌。

## 生平
2013年3月14日，米里亚·希耶塔梅斯去世，享年82歲。